# 共愛学園女子短期大学
共愛学園女子短期大学（きょうあいがくえんじょしたんきだいがく、英語: Kyou-Ai Gakuen Women's Junior College）は、群馬県前橋市小屋原町1154-4に本部を置いていた日本の私立大学である。1988年に設置され、2002年に廃止された。大学の略称は共愛短大。

## 概要

### 大学全体
- 群馬県前橋市に所在した日本の私立短期大学で、設置主体は学校法人共愛学園。
- 1学科150人体制で、1988年開学した[2]。学科数の増減はなく、1998年度の入学生を最後に[注釈 1]、短期大学としての使命を終える。

### 教育および研究
- 共愛学園女子短期大学には、｢キリスト教と文化｣・｢生活と文化｣・｢言語と文化｣などの科目からなる「国際社会・情報コース」、｢国際社会と日本｣・｢現代社会と情報｣などの科目からなる「文化・外国語コース」が設置されていた。
- 語学教育に力が入れられ、アメリカ・ニュージーランド・東南アジアなどでの語学研修があった。

### 学風および特色
- 共愛学園女子短期大学は、キリスト教精神に基づく全人教育を行っていたところに特色がある。
- 短大としての設立は新しいが、起源となっている前橋英和女学校は1888年となっており、創立100周年を迎えた年に設置された。
- 海外帰国子女の受入れを行っていた。

## 沿革
- 1888年 - 前橋英和女学校が創設される[5]。
- 1986年 - 短期大学の設置計画を行う[6]。
- 1987年
  - 12月23日 左記を以て文部省[注 1]より短期大学の設置が認可される[7]。
- 1988年
  - 4月1日 共愛学園女子短期大学が以下の学科体制にて開学する[8]。
    - 国際教養科 入学定員150名
- 1991年
  - 4月1日 国際教養科の入学定員150名[9]→250名に増員[10][11]。
- 1998年
  - 4月1日 最後の学生募集となる[注釈 1]。
- 2002年
  - 3月29日 正式に廃止となる[12]。

## 基礎データ

### 所在地
- 群馬県前橋市小屋原町1154-4

### 年度別学生数

#### 通学課程
- 年度毎の学生数はその該当年度の5月1日時点でのデータである。

| 項目   | 入学定員 | 総定員 | 学生数 | 出典            |
| 1988年 | 150      | 250    | 204    | [ 14 ]          |
| 1989年 | 250      | 500    | 427    | [ 15 ]          |
| 1990年 | 250      | 500    | 429    | [ 16 ]          |
| 1991年 | 250      | 500    | 495    | [ 17 ]          |
| 1992年 | 250      | 500    | 590    | [ 18 ] [ 注 3 ] |
| 1993年 | 250      | 500    | 615    | [ 20 ]          |
| 1994年 | 250      | 500    | 608    | [ 21 ]          |
| 1995年 | 250      | 500    | 622    | [ 22 ]          |
| 1996年 | 250      | 500    | 594    | [ 23 ]          |
| 1997年 | 250      | 500    | 467    | [ 24 ]          |
| 1998年 | 250      | 500    | 418    | [ 25 ]          |
| 1999年 | 250      | 250    | 216    | [ 26 ]          |

## 教育および研究

### 学科
- 国際教養科[注 4]

### 研究
- 『共愛論集 (2)』[28]ほか。

## 他大学との協定
- リンフィールド大学
- ライムストーン大学
- アンダーソン大学

## 系列校
- 共愛学園中学校・高等学校